# Ruschia middlemostii
Ruschia middlemostii är en isörtsväxtart som beskrevs av L. Bol. Ruschia middlemostii ingår i släktet Ruschia och familjen isörtsväxter. Inga underarter finns listade i Catalogue of Life.